# Veljko Kovačević
Veljko Kovačević, črnogorski general, politik, vojaški zgodovinar in pisatelj, * 19. december 1912, † 24. maj 1994.

## Življenjepis
Leta 1937 je prekinil študij na beograjski Filozofski fakulteti in se udeležil španske državljanske vojne; naslednje leto je tam vstopil v KPJ. Po koncu vojne je postal vojni interniranec v Franciji, od koder je leta 1941 pobegnil nazaj v Jugoslavijo.
Sprva je organiziral NOVJ v Gorskem Kotarju in v Hrvaškem primorju, nato pa je bil poveljnik več enot; nazadnje je bil poveljnik 6. korpusa.
Po vojni je bil poveljnik tankovske armade, poveljnik vseh tankovskih in oklepnih enot JLA, poveljnik armade, pomočnik zveznega sekretarja za narodno obrambo, član Sveta federacije,...